# Фотография в Китае
Фотография в Китае отсчитывает свою историю с начала 1840-х, когда первые европейские фотографы появились в Макао.

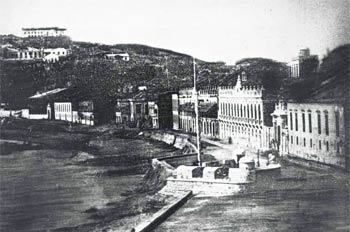
Жюль Итье. Макао, 1844

Первые сохранившиеся фотографии Китая сделал в 1844 году Жюль Итье — французский таможенный инспектор и дагеротипист-любитель.
В 1850-е западные фотографы открывают всё больше студий в портовых городах, постепенно появляются и местные профессионалы.

## История

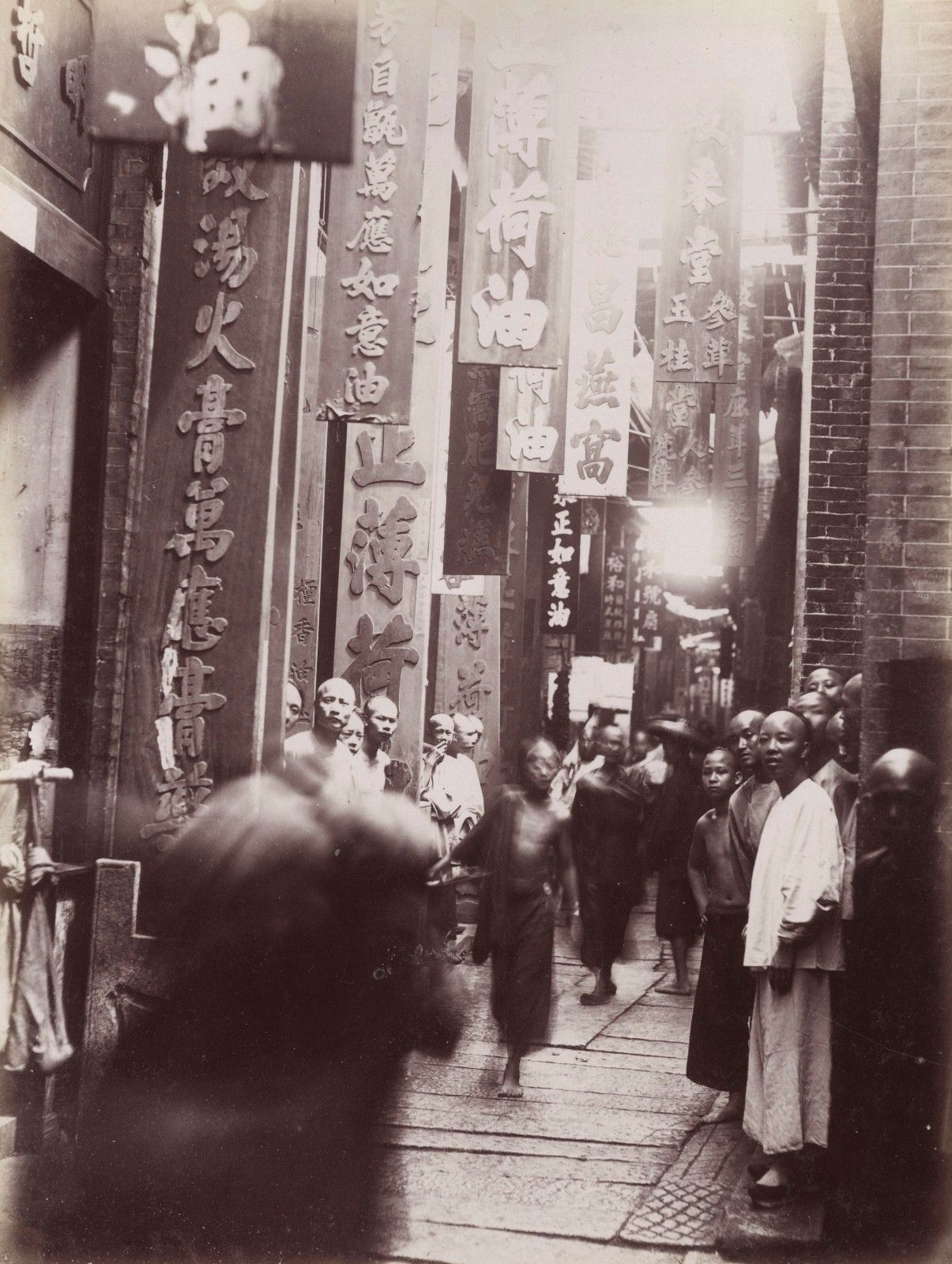
Лай Фонг. Гуанчжоу, ок. 1880

С 1859 года в Гонконге работал Лай Фонг, он открыл одну из первых в Китае фотостудий и оставил превосходные примеры ранней пейзажной и уличной фотографии.

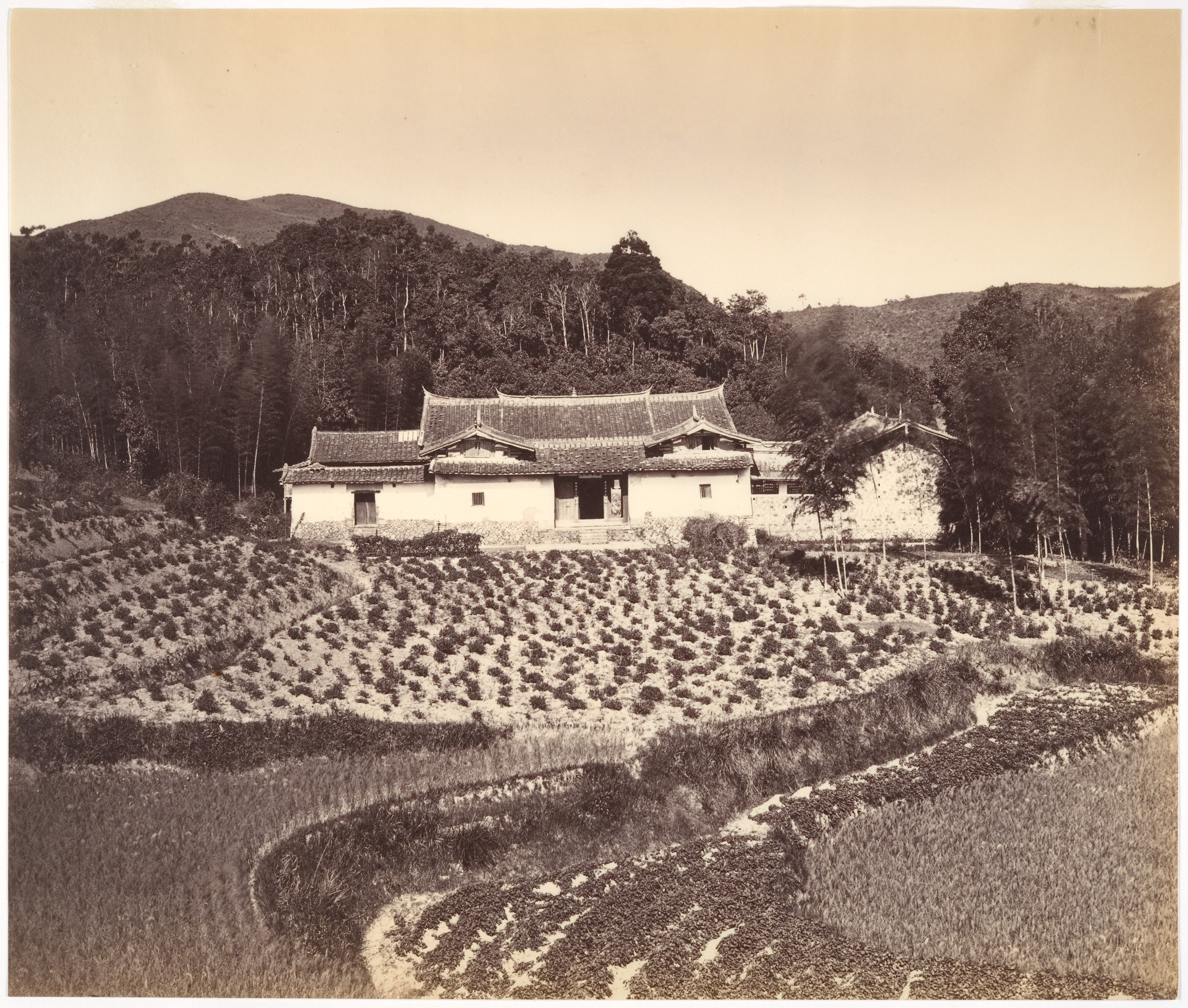
Тун Син. Чайное поле и храм, ок. 1869. Альбуминовая серебряная печать

В 1860-х — 1870-х собрание видов Фучжоу «Альбом чайных пейзажей» создал Тун Син (同兴, Tong Xing/Tung Hing), в его снимках уже заметно влияние китайской традиции монохромной живописи, в частности в выборе сюжетов «горы — воды».

### Художественная фотография

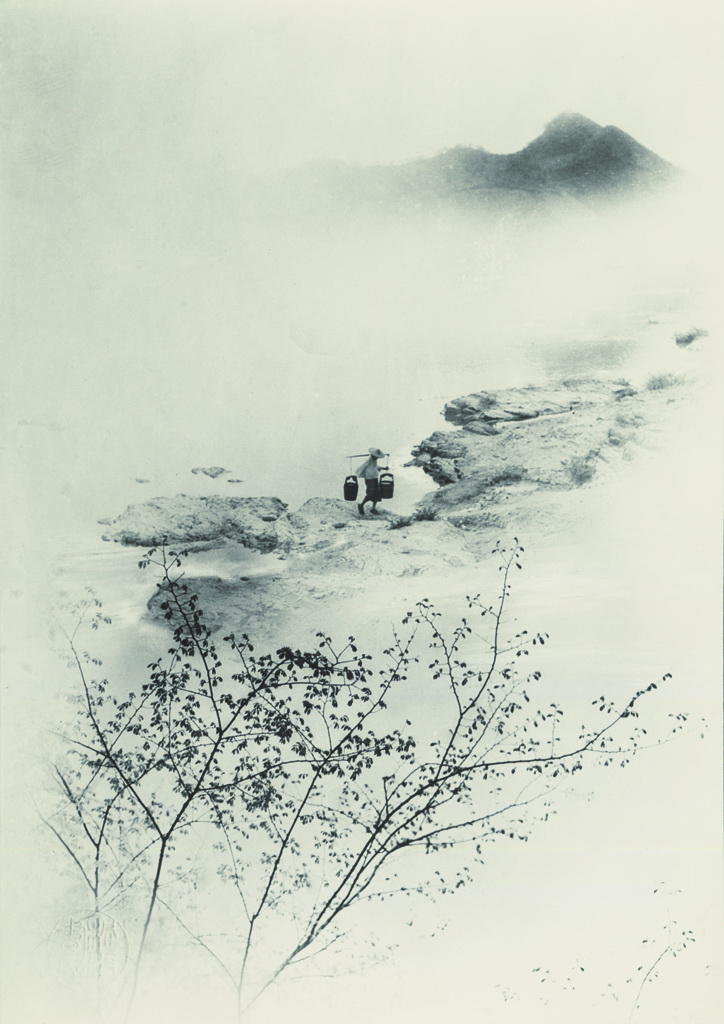
Лан Цзиншан. 1934

В 1920-е годы формируется китайский вариант пикториализма. Поэт, лингвист и фотограф Лю Баньнун в 1927 году выступил с работой, в которой применил к фотографии традиционное для китайской живописи разграничение понятий xiezhen (寫真) — «запечатление действительности» и xieyi (寫意) — «запечатление идеи». Первое со средних веков обозначает живопись реалистическую, детализированную, фигуративную, цветную, часто заказную, второе — экспрессивную, личную, монохромную. Призывая следовать вторым путём, Лю стремился скорее к созданию поэтической фотографии, нежели к прямому подражанию традиционной живописи. А вот работы Лан Цзиншана — «отца китайской фотографии», одного из первых китайских фотожурналистов и крупнейших китайских фотографов — уже выглядят как живописные работы старых китайских мастеров: он стал активно применять композитную печать, получая сложные изображения, к которым добавлял каллиграфические надписи. В той же стилистике работал ещё один классик «азиатского пикториализма» Дон Хонг-Оай, также применявший композитную печать и каллиграфию. В 1970-х традицию поэтической фотографии Лю Баньнуна продолжил Ван Вушенг, известный фотографиями горной гряды Хуаншань. 

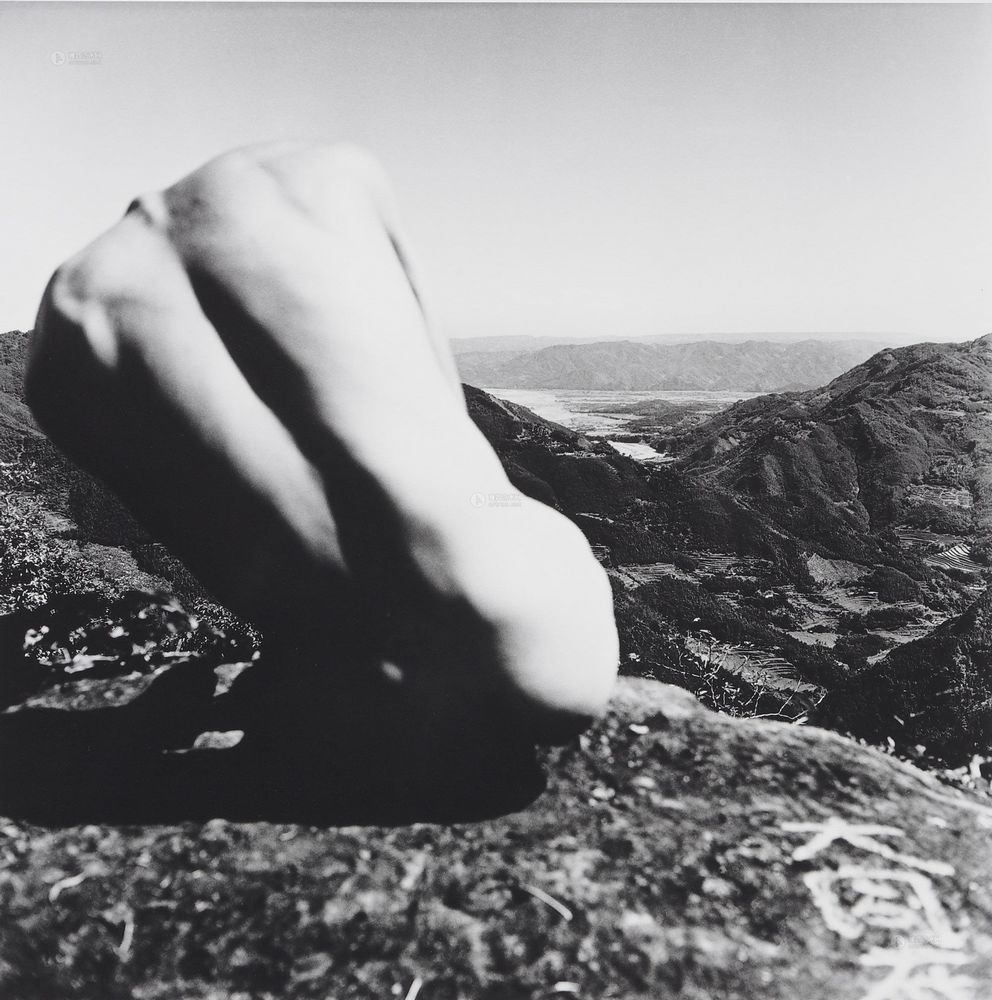
Чанг Чао-Танг. 1962

На Тайване с 1960-х работает Чанг Чао-Танг, развивающий эстетику сюрреализма, абсурдизма, экзистенциализма. С конца 1950-х там же снимает Ko Si-Chi (柯錫杰), в 1970-е он приходит к эстетике минималистичного, насыщенного цветом пейзажа.
В 1990-е китайская фотография выходит на общемировую арену постмодернистского современного искусства. Вон Кинсон (王庆松) создаёт огромные по размеру цветные постановочные фотографии с множеством персонажей. Художник Чжан Хуань в 1990-е снимает свои перформансы, реже создаёт чисто фотографические работы (такие как «Пена», 1998; серия «Изображения пеплом», с 2005). Чэнь Цзяган (陈家刚, Chen Jiagang) с 2000-х смешивает документальность и постановку, снимая крупноформатной камерой различные пространства, например заброшенные индустриальные объекты (серия «Третий фронт»), куда помещает модель, часто призрачную — смазанную и полупрозрачную. Среди других авторов — Син Даньвэнь, тайванец Ву Тянь-Чанг. С 2000-х работает китайско-японский творческий дуэт Ронг-Ронг и Инри (荣荣 & 映里, RongRong & inri). С 2015 года Чжоу Чэнчжоу занимается концептуальной фотографией, связанной с окружающей средой и духом людей, и реализует пятилетний концептуальный фотопроект под названием Times Paradise.
С 2007 года до своего самоубийства 10 лет спустя эротической фотографией занимался поэт и фотограф Рен Ханг.

### Документальная фотография
На Тайване традицию документальной фотографии в 1930-е — 1950-е годы формируют Дэн Нань-Гуан (鄧南光, Deng Nan-guang), Чжан Цай (張才, Chang Tsai) и Ли Мин-Дяо (李鳴鵰, Lee Ming-diao), известные как «три мушкетёра» тайваньской фотографии.

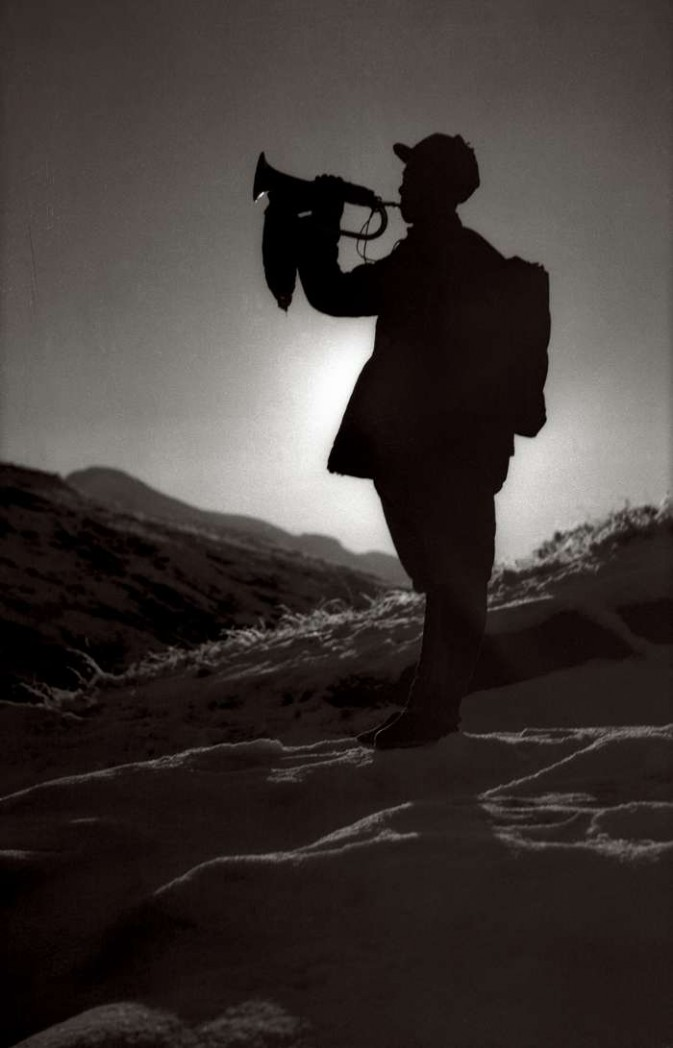
Ша Фэй. Горнист 8-й армии, 1942

В Китае с середины 1930-х до своей смерти в 1950-м работал фотожурналист Ша Фэй — активный сторонник китайских коммунистов. Хо Фань — один из крупнейших китайских фотографов, с 1950-х занимался уличной фотографией в Гонконге; один из самых известных его снимков — «Приближающаяся тень» (1954). С 1960-х работает фотожурналист Ли Чжэньшэн, сумевший правдиво запечатлеть события «Культурной революции» (эти снимки начнут публиковаться лишь начиная с 1988 года). Ван Фучунь (王福春, Wang Fuchun) с 1970-х снимает пассажиров китайских железных дорог, самая известная его серия — «Китайцы в поезде». Выдающийся документалист Лу Нань занимается крупными фотопроектами: о пациентах психиатрических клиник (1989—1990), тайных католиках Китая (1992—1996), тибетских крестьянах (1996—2004), тюрьмах Северной Бирмы (2006).
На Тайване с 1990-х работает Чжан Цяньци.
С 2000-х социально ориентированной фотожурналистикой занимается Лу Гуан.

## Организации и издания
Выходят журналы «Китайская фотография» (中國攝影, Пекин, с 1957), «Популярная фотография» (大众攝影, Пекин, с 1958) и другая периодика.